# Лулу Сун
Лулу Сун (англ. Lulu Sun, при народженні Радовчич) — новозеландська та швейцарська тенісистка.
Лулу Радовчич народилася в Новій Зеландії в родині хорвата та китаянки. З пяти років вона переїхала до Шейцарії, де отримала тенісну освіту й навіть представляла Швейцарію в турнірах.

## Виступи в турнірах Великого шолома
| W | Ф | ПФ | ЧФ | #Р | КТ | К# | P# | DNQ | A | Z# | PO | G | S | B | NMS | NTI | P | NH |

### Одиночний розряд
| Турнір          | 2022 | 2023 | 2024 | Усп   | В-П | % В |
| --------------- | ---- | ---- | ---- | ----- | --- | --- |
| Australian Open | A    | A    | 1к   | 0 / 1 | 0–1 | 0%  |
| French Open     | A    | A    | К2   | 0 / 0 | 0–0 | –   |
| Wimbledon       | К3   | A    | ЧФ   | 0 / 1 | 4–0 | –   |
| US Open         | A    | A    |      | 0 / 0 | 0–0 | –   |
| Виграші-Поразки | 0–0  | 0–0  | 4–1  | 0 / 2 | 4–1 | 0%  |

## Юніорські фінали турнірів Великого шолома

### Парний розряд: 1 (фінал)
| Результат | Рік  | Турнір          | Поверхня | Партнерка     | Супротивниці          | Рахунок               |
| --------- | ---- | --------------- | -------- | ------------- | --------------------- | --------------------- |
| Поразка   | 2018 | Australian Open | Хард     | Вайолет Апіса | Лян Еньшуо Ван Сіньюй | 6–7(4–7), 6–4, [5–10] |